# Kimbolton
Kimbolton est un bourg du Cambridgeshire, en Angleterre.
La ville est construite autour de son château, transformé de nos jours en collège privé. Ce château est célèbre pour avoir été la dernière prison de la reine Catherine d'Aragon, première femme d'Henri VIII, où elle mourut en 1536.